# Hasi Zahana
Hasi Zahana (arab. حاسى زھانة; fr. Hassi Zahana)  – jedna z 52 gmin w prowincji Sidi Bu-l-Abbas, w Algierii, znajdująca się w zachodniej części prowincji. W 2008 roku gminę zamieszkiwało 7425 osób. Numer statystyczny gminy w Office National des Statistiques d'Algérie to 2220.